# Thăng Long

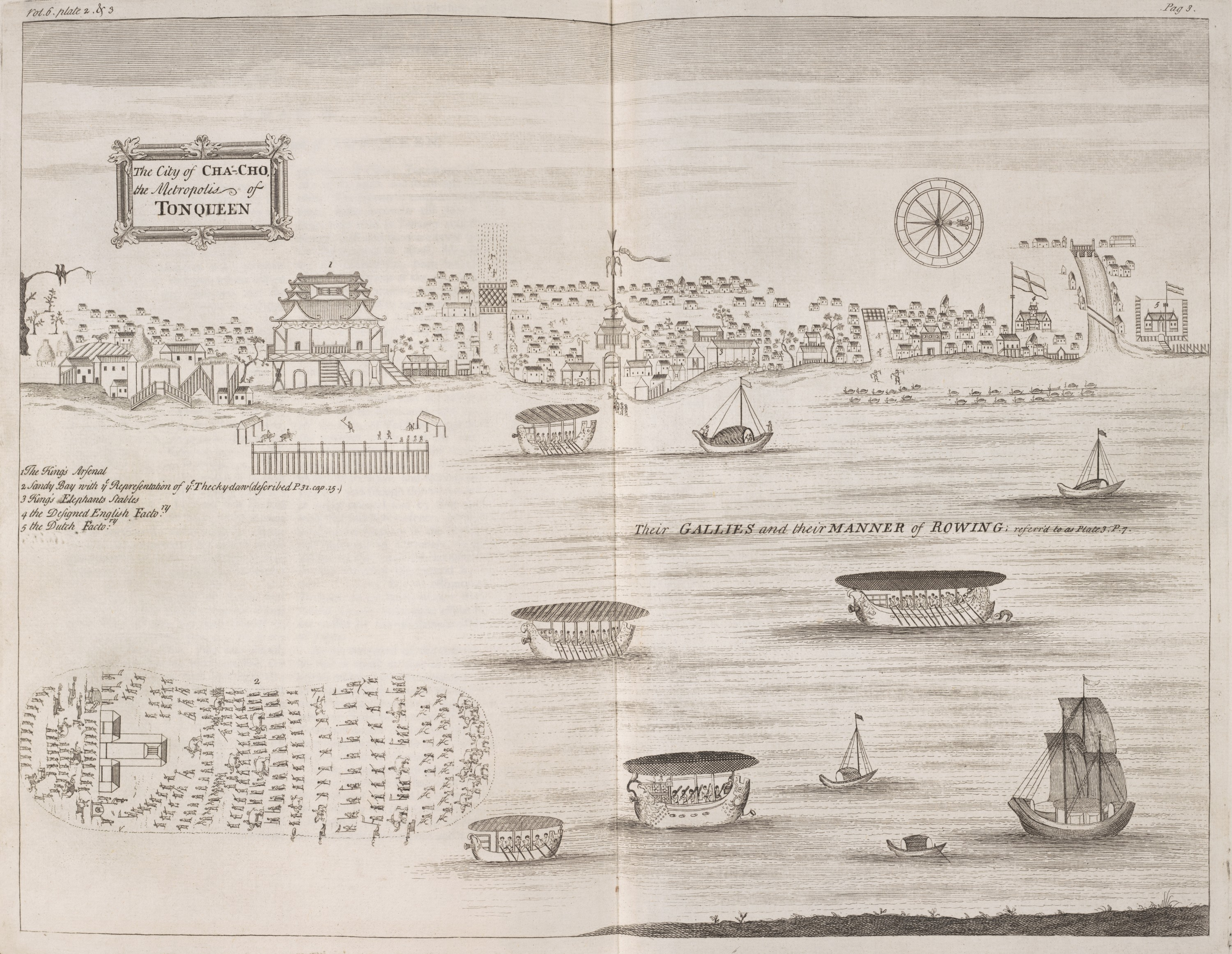
Cảnh Thăng Long-Kẻ Chợ những năm 1690 do Samuel Baron miêu tả sau chuyến đi đến Đàng Ngoài của ông.

Thăng Long (chữ Hán: tên cũ 昇龍, tên mới 昇隆) là tên gọi cũ của thành phố Hà Nội. Đây là kinh đô của nước Đại Việt thời Lý, Trần, Lê, Mạc, Lê Trung hưng (1010 - 1788). Trong dân dã thì địa danh tên Nôm Kẻ Chợ được dùng phổ biến nên thư tịch Tây phương về Hà Nội trước thế kỷ 19 hay dùng Cachao hay Kecho.

## Lịch sử
Năm 1009, tương truyền khi vua Lý Công Uẩn dời kinh đô Hoa Lư đến đất Đại La thì thấy rồng bay lên nên gọi tên kinh đô mới là Thăng Long, hay "rồng bay lên" theo nghĩa Hán Việt. Ngày nay tên Thăng Long còn dùng trong văn chương, trong những cụm từ như "Thăng Long ngàn năm văn vật"... Năm 2010 là kỷ niệm Đại lễ 1000 năm Thăng Long - Hà Nội.
Năm 1243, nhà Trần tôn tạo sửa đổi và gọi Thăng Long là Long Phượng. Cuối thời Trần, Hồ Quý Ly cho đặt tên là Đông Đô.
Năm 1428, Lê Lợi đặt kinh đô tại Thăng Long và đổi tên là Đông Kinh, vì có kinh đô thứ 2 là Tây Kinh tại Thanh Hóa. Vào khoảng thế kỷ 16, khi Đông Kinh trở thành một đô thị sầm uất, có cả người Châu Âu đến buôn bán, thì trong dân gian bắt đầu gọi Đông Kinh là Kẻ Chợ. Theo 1 người đã đến kinh đô Thăng Long là ông William Dampier người Anh thì tại đây có tới 20.000 nóc nhà, thường thấp, tường trát bùn và mái lợp rơm. Dù vậy cũng có một số nhà xây bằng gạch và lợp ngói. Hoàng cung được xây dựng nguy nga hơn dù cũng làm bằng gỗ.
Năm 1805, sau khi thống nhất đất nước, nhà Nguyễn đặt kinh đô tại Phú Xuân (Huế) và cho phá thành Thăng Long để xây thành theo phương pháp của phương Tây do kỹ sư Pháp giúp đỡ. Đồng thời vua Gia Long đổi tên chữ Hán của Thăng Long 昇龍, với nghĩa là "rồng bay lên" thành ra từ đồng âm Thăng Long 昇隆, nhưng mang nghĩa là "thịnh vượng" khác nghĩa với thời các triều đại trước, vì cho rằng Thăng Long lúc đó không còn là kinh đô nơi vua ở cho nên không dùng biểu tượng rồng, linh vật tượng trưng cho vương quyền. Gia Long đổi phủ Phụng Thiên thành phủ Hoài Đức, còn tại kinh đô Huế cho lập phủ Thừa Thiên, trực lệ kinh kỳ. Thăng Long tồn tại cho đến thời vua Minh Mạng khi bãi bỏ Bắc Thành tổng trấn và thành lập tỉnh Hà Nội, năm 1831 niên hiệu Minh Mạng thứ 12.
Từ tháng 12 năm 2002 đến nay, trên khu vực thuộc Hoàng thành Thăng Long xưa (khu vực giữa các phố Hoàng Diệu, Hoàng Văn Thụ, Độc Lập, Bắc Sơn ở Hà Nội), các nhà khảo cổ học đã tiến hành khai quật trên một diện tích khoảng hơn 19 nghìn m², phát lộ một phức hệ di tích - di vật rất phong phú, đa dạng từ La Thành - Đại La (thế kỉ 7-9) đến thành Thăng Long (thế kỉ 11-18) và thành Hà Nội (thế kỉ 19).

## Đơn vị hành chính
Thăng Long bao gồm Hoàng thành Thăng Long và một phủ kiêm lý, là phủ Phụng Thiên, phần thị thành kề cận kinh thành (phủ Phụng Thiên mới là phần gốc lõi của Kẻ Chợ). Đứng đầu phủ Phụng Thiên là viên quan Phủ doãn, gọi là Phủ doãn phủ Phụng Thiên. Phủ Phụng Thiên (đến thời nhà Nguyễn thì đổi thành phủ Hoài Đức) vào cuối thời nhà Hậu Lê tới đầu thời nhà Nguyễn gồm 2 huyện (tổng cộng 13 tổng, 239 phường, thôn, trại (đơn vị cấp làng xã)): 
- Huyện Thọ Xương (8 tổng: 184 phường, thôn, trại) gồm các tổng:

- Tả Túc: gồm 20 phường, thôn: Phúc Lâm, Nghĩa Dũng, Mỹ Lộc, Nguyên Khiết Thượng, Nguyên Khiết Hạ, Trừng Thanh Thượng, Sài Thúc-Trừng Thanh Trung, Ngũ Hầu-Trừng Thanh Trung, Bề Thượng-Trừng Thanh Trung, Bề Hạ-Trừng Thanh Trung, Cựu Vệ Tả-Trừng Thanh Trung, Ngoại Ổ-Hương Bài, Kiên Nghĩa-chợ Hà Khẩu, Tả Lâu, Bến Đá, Miếu Trung Liệt, Chợ Bến Đá, Hàng Lược, Đông Hà, Đình Hạ-Phục Cổ, Thượng-Trừng Thanh Hạ, Tả-Trừng Thanh Hạ, Hữu-Trừng Thanh Hạ, Hàng Kiếm-Trừng Thanh Hạ, Đồn Tây Long, Vạn Hà, Thủy cơ Vũ Xá, Thủy cơ Đông Trạch, Thủy cơ Trúc Võng, Thủy cơ Biện Dương, Thủy cơ Tự Nhiên, Thủy cơ Lãng Hồ.
- Tiền Túc: gồm 29 phường, thôn: Thuận Mỹ, Hữu Đông Môn, Tố Tịch, Tiên Thị (chợ Tiên, nay khoảng Lý Quốc Sư-Hàng Trống-Nhà thờ Lớn), Khánh Thụy Tả, Đồng Lạc, Hàng Nồi, An Thái, Đông Thành-An Nội, Chợ Đông Thành, Thượng-Cổ Vũ, An Nội-Cổ Vũ, Trung-Cổ Vũ, Trung Hạ-Cổ Vũ, Thị Vật-Cổ Vũ, Thái Cực, Hàng Đàn, Hoa Nương, Kim Bát Thư Khánh Thụy Hữu, Kim Bát Hạ, Đông Hà Kim Bát Thượng, Chùa Tháp-Báo Thiên, Chùa Báo Thiên, Xuân Hoa (nay khoảng phố Hàng Cân), Phúc Phố (khoảng cuối phố Nhà Chung), Tô Mộc (nay khoảng phố Hàng Khay), Chân Sơn (tức Chân Sơn Minh Cầm hay Chân Cầm, nay khoảng các phố Chân Cầm-Hàng Gai-Lý Quốc Sư-Phủ Doãn), Chiêu Hội (tức Hội Vũ).
- Hữu Túc: gồm 18 phường, thôn: Đông Các, Hàng Chè, Hàng Chài, Tả Vọng, Tư Nhất, Kho Súng, Hậu Bi, Diên Hưng, Hà Khẩu, Đông An, Trung An, Nhiễu Thượng-Đông Tác, Nam Hoa, Hậu Lâu, Hàng Cá, Trung Nghĩa, Hạ Hà, Dũng Hàn.
- Hậu Túc: gồm 17 phường, thôn: Nghĩa Lập, Thanh Hà, Huyền Thiên, Tiền Trung, Vĩnh Trừ, Phú Từ, Nội Tự cửa Đông Hoa, Cửa Đông Hoa, Cửa Hậu Đông Hoa, Cầu Cháy, Đồng Xuân, Vĩnh Thái, Nhiễu Trung-Đông Tác, Đông Hà, An Phú, Đồng Thuận, Hoa Đán.
- Tả Nghiêm: gồm 23 thôn, phường: (Vũ Thạch Tiểu, Vũ Thạch Hạ) (phường Vũ Thạch cổ nay thuộc khoảng đầu các phố Quang Trung và Bà Triệu, kéo đến phố Lý Thường Kiệt), (Hồi Thuần, Thuần Mỹ) (sau nhập thành Hồi Mỹ, nay khoảng phố Lý Thường Kiệt-Trần Hưng Đạo-xóm Hà Hồi-phố Trần Quốc Toản), Đổi Mã (tức Hòa Mã), Giáo Phường (nay khoảng giữa phố Huế), Hàng Bài, (Vệ Hồ Giao (tức Long Hồ), Hậu Phong Vân) (nay là Vân Hồ), Thịnh Xương (sau nhập với Yên Ninh thành Thịnh Yên), Sài Tân (nay khoảng phố Trần Cao Vân), Cấm Chỉ Hạ (nay khoảng phố Tô Hiến Thành), Nhiễu Hạ-Đông Tác, Phúc Lâm (nay khoảng Nguyễn Công Trứ-Phố Huế), Phúc Lâm Tiểu (phía tây phường Phúc Lâm, nay khoảng Bà Triệu-Tuệ Tĩnh-Phố Huế), Phục Cổ (nay khoảng đầu Nguyễn Du-Phố Huế), Đông Hạ-Phục Cổ (khoảng giữa Phố Huế (số 133 Phố Huế)), (Thống Nhất, An Thọ (Yên Thọ)) (hợp thành thôn Yên Nhất, nay là khoảng phố Huế-Thái Phiên), Hồng Mai (tức Bạch Mai, nay khoảng phố Bạch Mai), Quỳnh Lôi (nay khoảng ngõ Quỳnh), Kim Hoa (tức Kim Liên), Trung Tự-Đông Tác (nay là khoảng phường Trung Tự quận Đống Đa).
- Tiền Nghiêm: gồm 30 thôn: Vĩnh Xương, An Trung Thượng, An Trung Hạ, Hoa Ngư Chợ Cửa Nam, Lưu Truyền, Phù Mỹ, Hoa Cẩm, Tứ Mỹ, Cung Tiên, Linh Quang (nay khoảng ngõ Liên Hoa phố Khâm Thiên), Linh Đồng (nay khoảng đầu phố Khâm Thiên-ga Hàng Cỏ), Quang Hoa, Khâm Thiên Giám, Tương Thuận, Liên Thủy (tức Liên Trì, nay khoảng phố Liên Trì và các phố bắc hồ Thiền Quang), Thái Giao (tức Thể Giao, nay khoảng các phố Hồ Xuân Hương-Tuệ Tĩnh-Bà Triệu), Pháp Hoa (nay khoảng phố Trần Bình Trọng, tây hồ Thiền Quang), Hữu Lễ, Thiền Quang (khoảng phía tây hồ Thiền Quang), Tô Tiền (nay khoảng ngõ Tô Tiền phố Khâm Thiên), Trung Kính (nay khoảng đầu phố Khâm Thiên), Hàng Dầu, Bắc Thượng-Cổ Vũ, Bắc Hạ-Cổ Vũ, Thượng Môn-Báo Thiên, Thượng Môn Hạ-Báo Thiên, Thương Đồng Hạ-Báo Thiên, Cửa Nam-Đông Tác, An Tập (Yên Tập, nay khoảng phố Quán Sứ), (Nam Phụ, Nguyễn Khánh) (sau nhập lại thành thôn Phụ Khánh, nay khoảng cuối phố Lý Thường Kiệt-Thợ Nhuộm).
- Hữu Nghiêm: gồm 27 phường, thôn: An Hòa (nay khoảng phố Trần Quý Cáp), Văn Mặc, Hữu Giám, Hậu Giám, Hữu Biên Giám, Minh Triết, Thị Trung Tiền, Hàng Gạo, Cầu Bươu, Quan Thổ (nay khoảng phía nam phố Khâm Thiên), Ngự Sử, Huy Văn (nay khoảng ngõ Văn Chương phố Khâm Thiên), Đỉnh Tân, Tạo Đế, Chợ Giám Hữu Biên, Hậu Bà Ngô (nay khoảng phố Nguyễn Khuyến), Tả Bà Ngô (tức Thanh Miến, nay khoảng đầu phố Văn Miếu), Trung Tả, Ngõ Hàng Kề, Nội Súng, Cổ Thành, Hàng Cháo Giám Hữu Biên, Phụng Thánh, Xã Đàn, Giao Trì (nay khoảng phố Đoàn Thị Điểm), Hàng Bột, Trung Tiền (nay thuộc phần đất quận Đống Đa).
- Hậu Nghiêm: gồm 20 thôn, phường: Thanh Nhàn, (Hữu Vọng, Đức Bác) (Vọng Đức), (Hàng Hương, Hoa Viên) (Hương Viên hay Phương Viên, nay khoảng phố Lò Đúc-Trần Xuân Soạn-chợ Hôm Đức Viên), Thanh Lãng, (Cảm Ứng, An Hội) (Cảm Hội, nay là khoảng các phố Lò Đúc-Nguyễn Công Trứ-Cảm Hội), Hàm Châu (nay là Hàm Long), Trường Khánh (Tràng Khánh, sau nhập với Hàm Châu thành Hàm Khánh, nay khoảng phố Lê Văn Hưu), (An Lạc, Trung Chí) (nay là Lạc Trung), (Lương Xá, Yên Xá (An Xá)) (nay là Lương Yên), (Hàng Hương, Hoa Viên) Thọ Lão (nay khoảng dốc Thọ Lão-Lò Đúc), Hàng Rau (tức Hương Thái, nay khoảng phố Trần Xuân Soạn), Nhân Chiêu (khoảng đầu phố Trần Hưng Đạo-Hàn Thuyên), Hộ Quốc (nay là khoảng phố Nguyễn Huy Tự), Ngõ Hàng Trứng (nay khoảng phố Lê Văn Hưu), Tây Hổ (tức Hành Môn, nay khoảng phố Lê Văn Hưu) (nay thuộc phần đất các quận Hai Bà Trưng, Hoàn Kiếm).

- Huyện Vĩnh Thuận (5 tổng: 55 xã, thôn, phường, trại) gồm các tổng:

- Thượng: gồm 7 phường: Hòe Nhai, Thạch Khối, An Hoa, Nghi Tàm, Quảng Bá, Tây Hồ, Nhật Chiêu (Nhật Tân).
- Trung: gồm 6 phường: Bái Ân (nay thuộc phường Nghĩa Đô quận Cầu Giấy), (Trích Sài, Võng Thị, An Thái (Yên Thái), Hồ Khẩu) (nay thuộc phường Bưởi quận Tây Hồ), Thụy Chương (Thụy Khê). (nay thuộc phần đất các quận Cầu Giấy và Tây Hồ).
- Nội: gồm 10 thôn, trại: Liễu Giai, Vĩnh Phúc, Thủ Lệ, Cống An, Đại An (Đại Yên), Ngọc Hà, Hữu Tiệp, Giảng Võ, Vạn Bảo, Hào Nam.
- Hạ: gồm 6 phường, trại: Quán Trạm, Nam Đồng, Yên Lãng (làng Láng), Khương Thượng, Công Bộ, Thịnh Quang. (nay thuộc phần đất các quận Đống Đa,...)
- Yên Thành: gồm 26 phường, thôn: Yên Thành, An Thuận, Cận Hàn, An Ninh Hạ, An Canh, An Định, Chùa Trúc Bạch, Ngũ Xã Tràng, Tứ Chiếng Tràng, Chùa Long Châu, Hậu Khán Sơn, Chùa Một Cột, Chùa Tăng Phúc, Thanh Ninh, Thanh Trường, Cận Tú Nam, Tiên Châu, Dụ Hậu, Phụ Bảo, Bà Lẽ, An Viên, Quán Thánh, Khán Sơn Núi Sư, Trụ trì Trấn Vũ, An Duyên, Tân An.